# Microchloa indica
Microchloa indica är en gräsart som först beskrevs av Carl von Linné d.y., och fick sitt nu gällande namn av Ambroise Marie François Joseph Palisot de Beauvois. Microchloa indica ingår i släktet Microchloa och familjen gräs. Inga underarter finns listade i Catalogue of Life.